# LZ 127 Graf Zeppelin
Pour les articles homonymes, voir Graf Zeppelin.
Le LZ 127 Graf Zeppelin (Deutsche Luftschiff Zeppelin #127) est un dirigeable allemand ayant servi au transport de passagers de 1928 à 1937.
Il a été nommé d'après le pionnier allemand des dirigeables Ferdinand von Zeppelin, qui portait le titre de Graf (comte) dans la hiérarchie de l'ancienne noblesse allemande.
Ce dirigeable, le plus grand à sa création, a fait 590 vols durant son exploitation dont un tour du monde. Il parcourut plus d'un million et demi de kilomètres et réalisa 143 traversées de l'Atlantique et une du Pacifique, transportant 13 110 passagers.

## Tour du monde

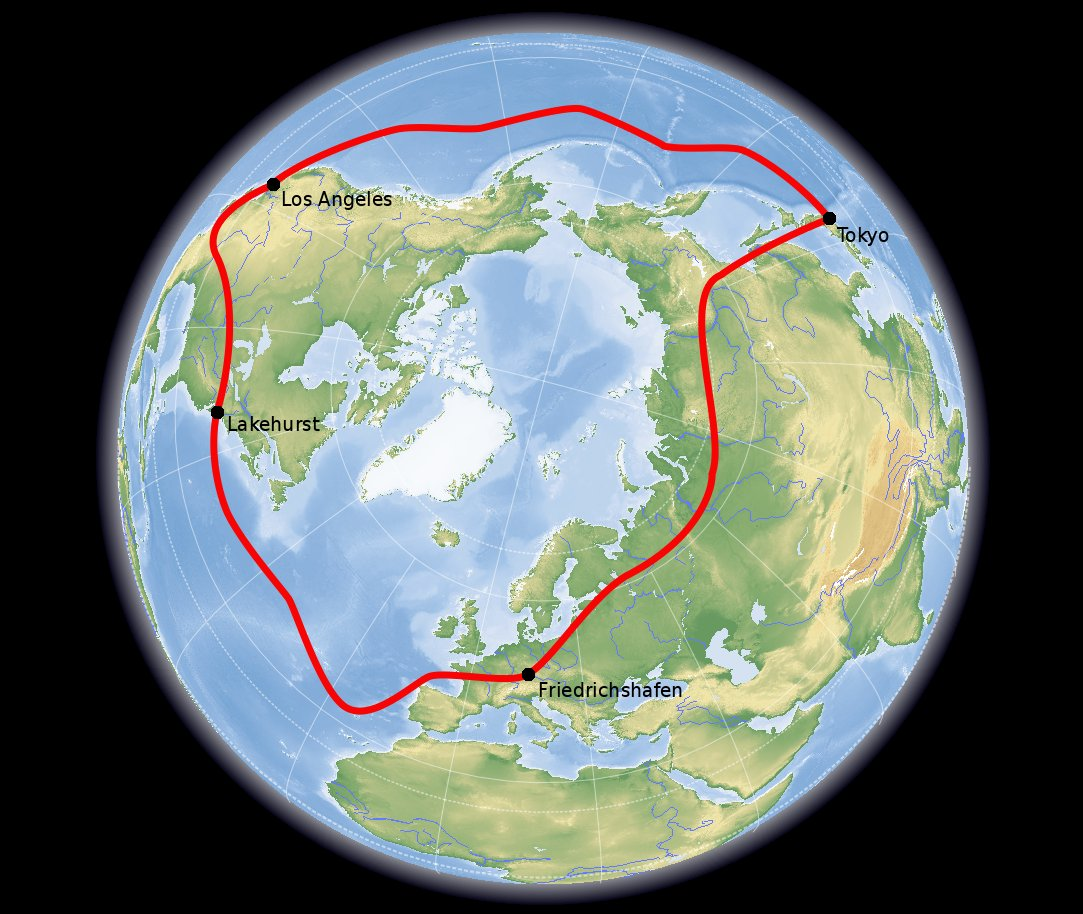
La circumnavigation de 1929

La popularité grandissante du « géant des airs » permit au chef de la compagnie Zeppelin, le Dr Hugo Eckener de trouver des sponsors pour un « vol autour du monde ». L'un de ceux-ci fut le magnat américain de la presse William Randolph Hearst, qui demanda que le tour du monde débute officiellement à la base aéronavale de Lakehurst dans le New Jersey. Il fit monter à bord l'une de ses journalistes, Grace Drummond-Hay, qui deviendra la première femme à faire une circumnavigation par les airs.
Débutant le 8 août 1929, le Graf Zeppelin retraversa l'Atlantique pour sa base de Friedrichshafen où il fit le plein. Il repartit le 15 août, survola Berlin puis la Pologne avant de traverser la nouvelle Union soviétique, ayant obtenu une autorisation de Staline. Il devait initialement survoler Moscou mais la météo l'obligea à tracer sa route plus au nord, il survola la Sibérie et atteint Tokyo et la base aéronavale de Kasumigaura, dans un vol direct et sans escale de 11 246 km, arrivant trois jours plus tard le 18 août. Le Dr Eckener pensait que certaines terres qu'ils avaient survolées en Sibérie n'avaient jamais été vues auparavant par des explorateurs contemporains. Après être resté à Tokyo pendant cinq jours, le Graf Zeppelin repartit le 23 août traversant l'océan Pacifique. Il affronta une violente tempête, occasionnant quelques dégâts au dirigeable, coupant ses liaisons radios (ce qui fit penser pendant deux jours aux médias internationaux qui suivaient le tour du Monde que l'appareil s'était abimé en mer) et l'obligeant à quasi-amerrir pour réparations. Il atteint finalement San Francisco avant de se diriger vers le sud pour faire escale à Mines Field à Los Angeles pour le premier vol sans escale au-dessus du Pacifique. Cette traversée océanique longue de 9 653 km dura trois jours. La traversée finale à travers les États-Unis fit passer le dirigeable au-dessus de Chicago avant d'atterrir à Lakehurst le 29 août, couvrant 4 822 km.
Le temps de vol de Lakehurst à Lakehurst fut de 12 jours et 11 minutes et le temps complet de ce record de durée de vol est de 21 jours, 5 heures et 31 minutes, en y incluant le voyage d'aller et de retour entre Friedrichshafen et la base aéronavale de Lakehurst. Le dirigeable parcourant en tout 49 618 km, la distance du « tour du monde » étant elle de 31 400 km. Parmi les invités de Hearst à bord, se trouvaient l'explorateur arctique Sir Hubert Wilkins et sa femme Suzanne Bennett, tout juste mariés, le voyage leur étant offert comme cadeau de mariage.
Parmi les autres passagers figuraient (liste complète) :
- William B. Leeds Jr, multi-millionnaire et un philanthrope américain, brièvement impliqué dans l'« affaire Anna Anderson » en 1928
- Christoph Iselin, Suisse
- Dr Megias, espagnol, médecin du roi Alphonse XIII
- Dr Heinrich Seilkopf, directeur de l'institut océanographique et météorologiste
- Dr Kalkin, représentant de l'U.R.S.S.
- Charles E. Rosendhal, capitaine américain du dirigeable Los Angeles, frère ainé du Graf Zeppelin
- Jack Richardson, aviateur de l'U.S. Navy
- Capitaine Fujiyoshi, représentant japonais
- Plusieurs journalistes : trois Allemands (dont Heinz von Lichberg sous un nom d'emprunt Von Eschwege), trois Anglo-Américains, un Espagnol, deux Japonais, un Français (Léo Gerville-Réache du journal le Matin) et deux photographes (dont Heinz von Perckhammer, Max Geisenheyner).

## Voyage arctique
Le dirigeable mena un autre voyage spectaculaire en juillet 1931 avec expédition scientifique en Arctique, réalisant le rêve que le comte Zeppelin n'avait pu accomplir 20 ans plus tôt.
En juillet 1930, Hugo Eckener pilota le Graf pour un voyage de 3 jours en Norvège et au Spitsberg, pour tester ses performances dans ces régions. Peu après, il fit un vol de 3 jours en Islande, les deux voyages se déroulant sans problèmes techniques.
L'idée de départ était de fixer un rendez-vous avec l'expédition du Nautilus de l'explorateur George Hubert Wilkins, qui tentait d'atteindre le Pôle Nord en sous-marin. Mais le rendez-vous au pôle fut abandonné : le sous-marin, à la suite de problèmes techniques, s'arrêta à 800 km du pôle, puis fut sabordé dans le fjord de Bergen.
Eckener envisagea alors sur une rencontre avec un navire de surface. Il avait l'intention de financer l'expédition par la livraison de courrier au navire. Après publicité, environ quinze mille lettres furent rassemblées à travers le monde pour un total de 300 kilos. Le navire était le brise-glace soviétique Malygin, sur lequel l'aéronaute italien et explorateur polaire Umberto Nobile était invité et qui avait de son côté embarqué 120 kilos de courrier destiné à être chargé sur le dirigeable. La majeure partie du coût de l'expédition fut ainsi couverte par la vente de timbres, le reste fut assuré par l'Aeroarctic et le groupe de presse Ullstein-Verlag en échange de l'exclusivité des reportages. Arthur Koestler, alors âgé de 26 ans et journaliste au Ullstein-Verlag, participa à l'expédition.
Le vol polaire dura une semaine du 24 au 31 juillet 1931. Le Graf voyagea environ 10 600 km, dont 8 600 km sans refaire le plein. Sa vitesse moyenne était de 88 km/h. Sa route comprenait :
- Friedrichshafen–Berlin – 600 km en 8 heures (75 km/h) ;
- Berlin–Léningrad – 1 400 km en 16 heures (87 km/h) ;
- Léningrad–Kanine – 1 300 km en 12 heures (108 km/h) ;
- Kanine–Terre François-Joseph – 1 200 km en 18 heures (67 km/h) ;
- Terre François-Joseph–Terre du Nord–Taimyr–Nouvelle-Zemble – 2 400 km en 32 heures (75 km/h) ;
- Nouvelle-Zemble–Léningrad – 2 300 km en 25 heures (92 km/h) ;
- Léningrad–Berlin – 1 400 km en 13 heures (108 km/h).

## Propagande
Le « Graf Zeppelin » sert tout d'abord à assurer la propagande du NSDAP. En 1936, les troupes allemandes occupent la région démilitarisée de la Rhénanie, près des frontières avec les Pays-Bas, la Belgique, le Luxembourg et la France. Une élection et un référendum sont organisés par Adolf Hitler, le 29 mars 1936 pour ratifier cette action. Pendant 4 jours, le LZ 129 Hindenburg » et le « Graf Zeppelin » assurent des vols en tandem au-dessus des défilés militaires en larguant des prospectus, en diffusant de la musique et des discours à partir d'un studio de radio monté à bord.

## Fin
Après la catastrophe de l'Hindenburg en 1937, la confiance du public dans la sûreté des dirigeables disparut et transporter des passagers dans des dirigeables à hydrogène devint très difficile. Le D-LZ127 Graf Zeppelin fut retiré un mois après la catastrophe et fut transformé en musée. Au début de la Seconde Guerre mondiale, en mars 1940, Hermann Göring, le ministre de l'Air allemand (Reichsluftfahrtminister) ordonna la destruction des dirigeables restants et le duralumin récupéré fut employé par l'industrie de guerre allemande.

## Galerie

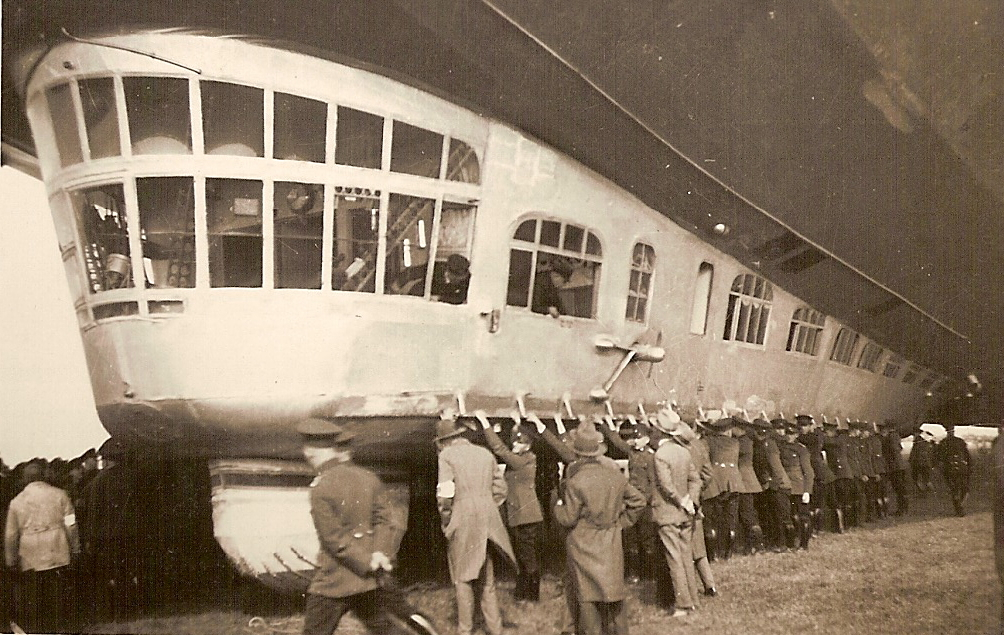
Habitacle
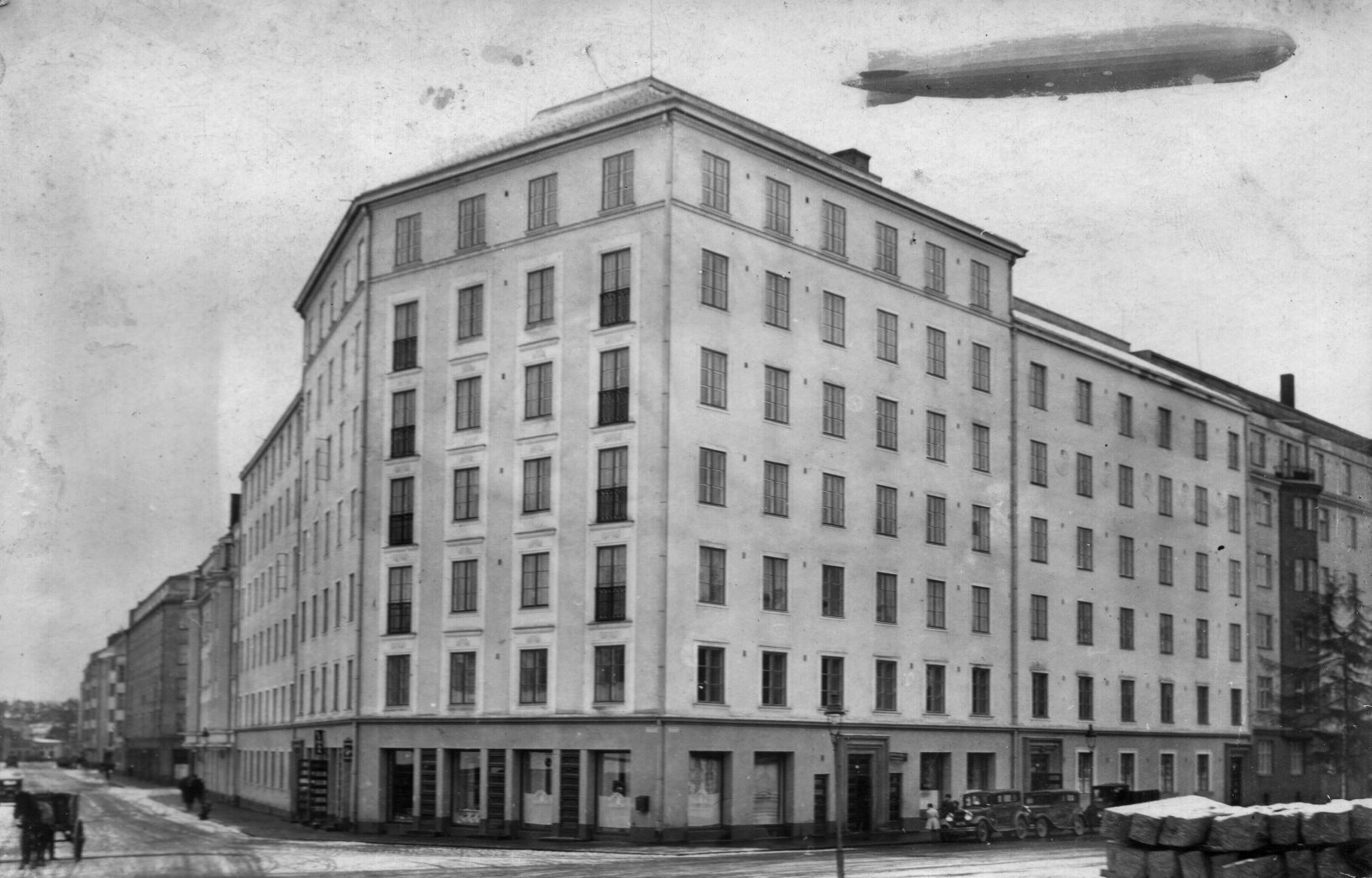
Au-dessus d'Helsinki
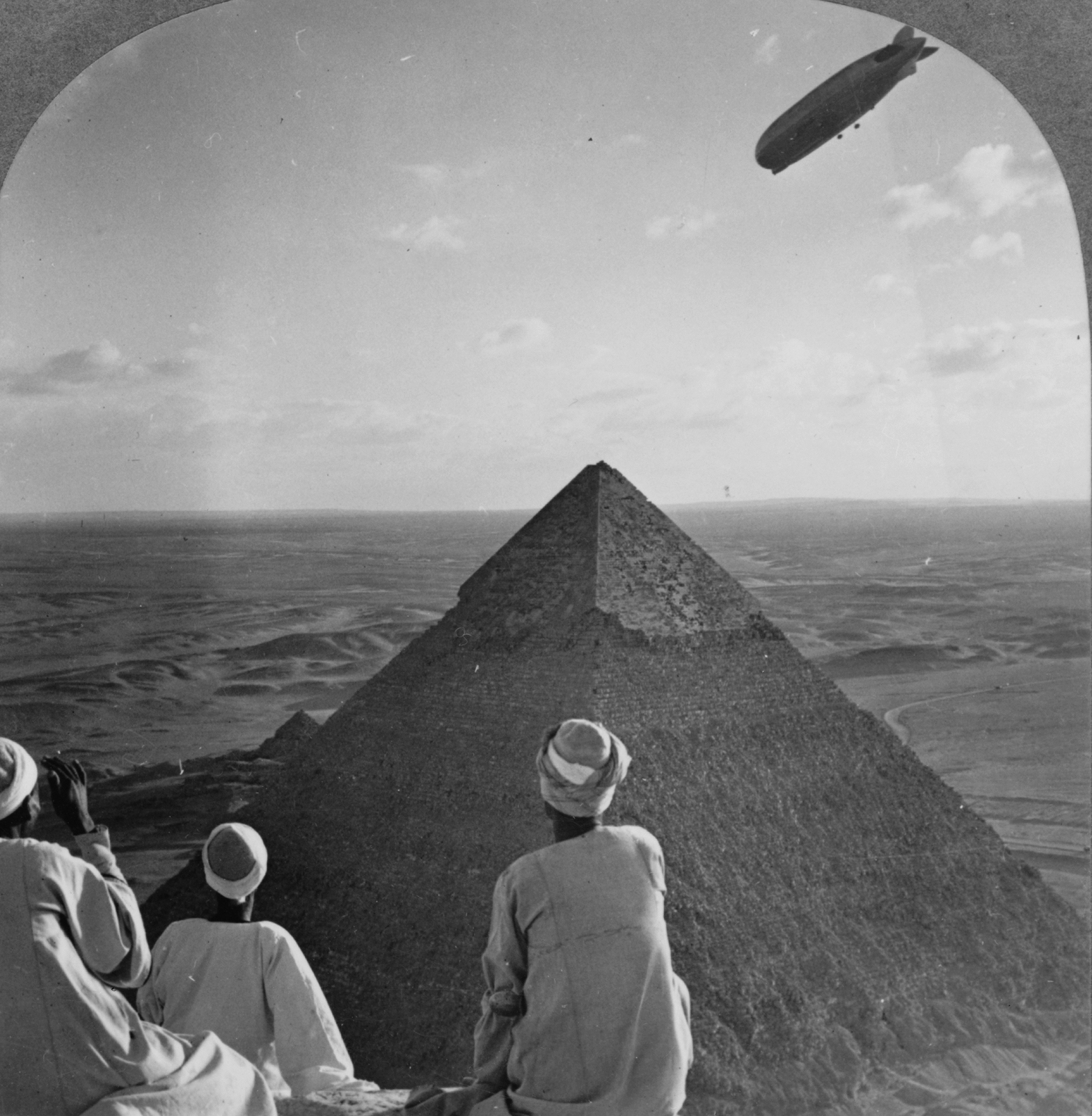
En Égypte
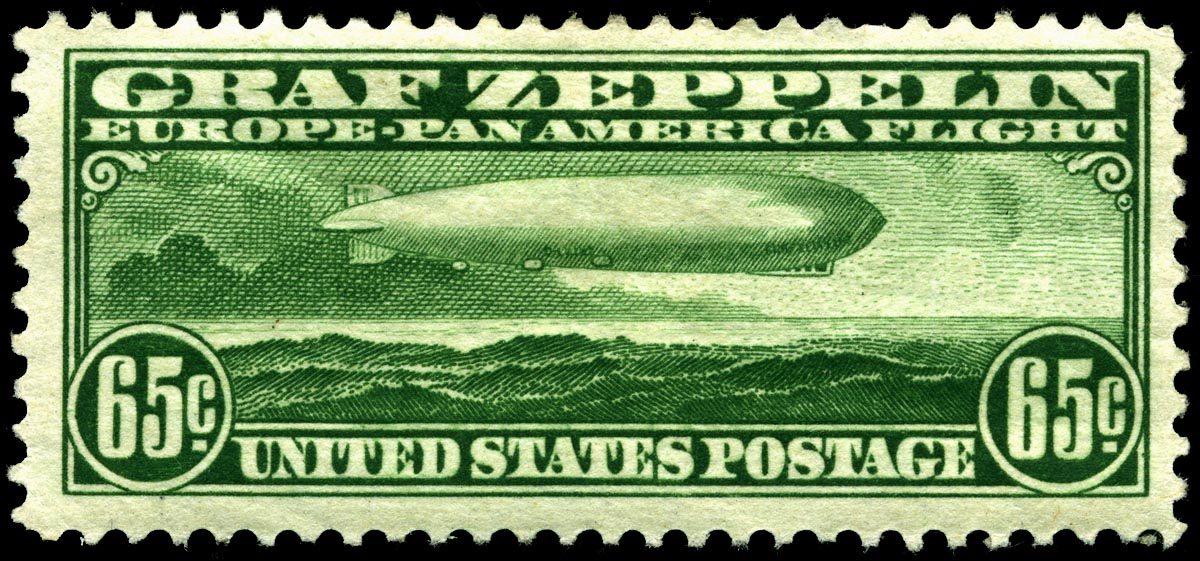
Timbre commémoratif de l'Exposition universelle de 1933.

## Source
- (en) Cet article est partiellement ou en totalité issu de l’article de Wikipédia en anglais intitulé « LZ 127 Graf Zeppelin » (voir la liste des auteurs).